# Наянары

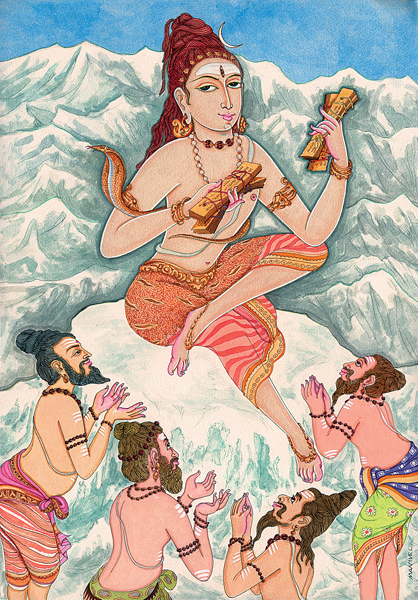
Шива в окружении своих преданных.

Наянары или Наянмары — тамильские шиваитские святые поэты-бхакты, жившие и творившие в период с V по X век в Тамил-Наду. Всего насчитывалось 63 наянара. Их жизнеописания можно обнаружить в агиографическом произведении XIII века «Перия-пуранам», которое является частью «Тирумурай». Наянары происходили из разных слоёв общества: одни из них были царского происхождения, тогда как другие — солдатами или далитами. Считается, что наиболее выдающимися среди наянаров были Аппар, Самбандар и Сундарар. Наряду с 12 вайшнавскими святыми альварами, наянаров относят к группе «75 южноиндийских апостолов бхакти», признавая тем самым их вклад в распространение течения бхакти. Наянары странствовали по Южной Индии, воспевая в своих гимнах славу Шивы, которого они рассматривали как друга, родителя или господина.